# بلطيقيا

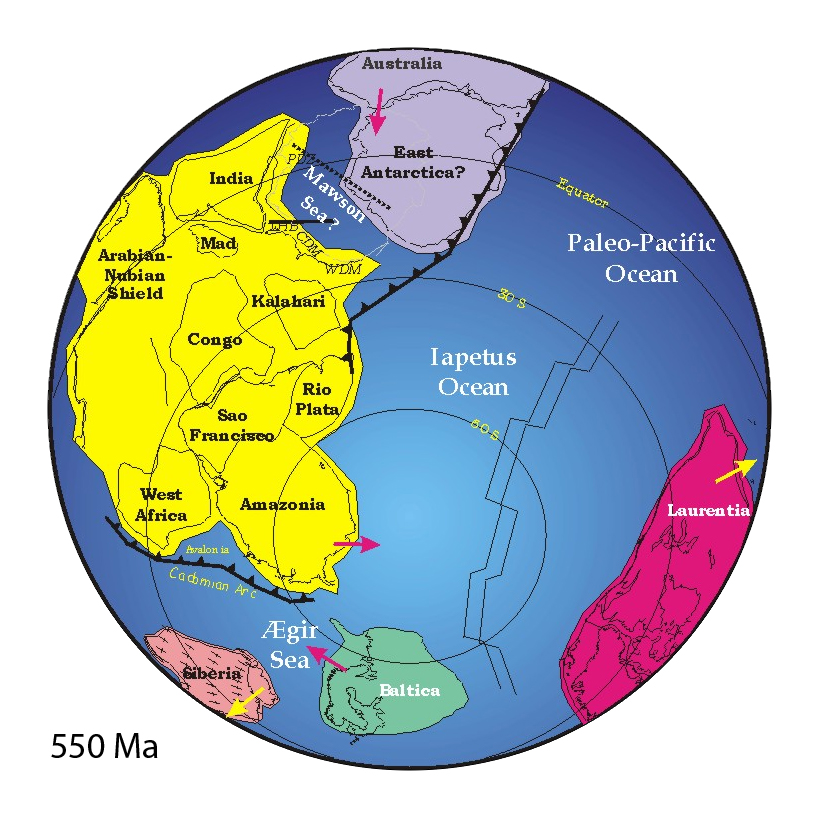
بلطيقيا قبل 550 مليون سنة (بالأخضر).

بلطيقيا (بالإنجليزية: Baltica)، هي صفيحة قارية انفصلت في وقت مبكر من حقب قديمة لتطور الأرض، تتألف من المملكة المتحدة والدول الإسكندنافية وروسيا الأوروبية وأوروبا الوسطى؛ سميت على اسم بحر البلطيق.

## الحواف
تعد بلطيقيا قارةً قديمةً للغاية، ونواتها عبارة عن ركيزة قارية بالغة السماكة ومحفوظة جيدًا. ومع ذلك، فإن حوافها الحالية هي خطوط التحامية ناتجة عن عمليات الاندماج مع الكتل القارية الأصغر منها بكثير. ولا تمثل خطوط الالتحام التي غالبًا ما تتصف بتشوهها الامتداد الأصلي لقارة بلطيقيا خلال الفترة الممتدة من الحقبة ما قبل الكمبرية وحتى أوائل حقبة الحياة القديمة. فعلى سبيل المثال، يعتقد أن الحافة المنحنية الواقعة شمالي جبال الأورال والموازية لأرخبيل نوفايا زيمليا كانت قد تعرضت على الأرجح للتشويه خلال ثوران منطقة مصاطب سيبيريا في نهاية الحقبة البرمية والحقبة الثلاثية المبكرة.
يمثل حزام كاليدونيد الجبلي الحافة الغربية لقارة بلطيقيا، والتي تمتد شمالًا من الجبال الإسكندنافية عبر بحر بارنتس وصولًا إلى جزيرة سفالبارد. أما حافتها الشرقية فهي حزام تيمانايد الجبلي الذي يمتد شمالًا وصولًا إلى أرخبيل نوفايا زيمليا. يُحدد امتداد القارة الطلائعية من خلال خط التحام إيابيتوس إلى الغرب، ونطاق تصدع ترولفيورن-كوماغيلفا في الشمال، وخط الالتحام الفارسكي الهيرسيني إلى الجنوب، ومنطقة تورنكويست إلى الجنوب الغربي، وجبال الأورال إلى الشرق.

### الحافة الشمالية
أضحت الحافة الشمالية من الحواف النشطة خلال حركة الجبال التيمانية البانية للجبال قبل نحو 555 مليون سنة. وأخذت بلطيقيا في الاتساع نحو الشمال بعد تراكم مجموعة من الكتل القارية ألا وهي حوض تيمان-بيتشورا، والجزء الواقع إلى أقصى شمال جبال الأورال، وجزيرتا نوفايا زيمليا. وقد تزامن هذا التوسع مع الغمر الجليدي المارينوي أو الفارانغري، المعروف أيضًا باسم نظرية كرة الأرض الثلجية.
تتشارك صفائح سلسلة جبال الكوردييرا الأمريكية الشمالية، بما في ذلك جبال ألاسكا-تشوكوتكا، وجبال ألكسندر، وجبال سييرا الشمالية، وجبال كلاماث الشرقية، التاريخ الانهدامي مع بلطيقيا، وكان معظمها جزءًا من بلطيقيا بدءًا من حركة الانثناء الكاليدونية وحتى تشكل جبال الأورال. يمكن ربط هذه الصفائح الأرضية بشمال شرقي قارة لورنشيا، أو بلطيقيا، أو سيبيريا، وذلك نظرًا لوجود تسلسل متماثل من الأحافير، ووجود الزركون الحتاتي من مصادر يتراوح عمرها ما بين 2 إلى 1 مليار سنة، ووجود دليل على الصهارية (تكون الصهارة) الغرينفيلية، والصهارية والأقواس الجزرية العائدة إلى أواخر حقبة الطلائع الحديثة والحقبة الأوردوفيشية-السيلورية.

### الحافة الجنوبية
كانت الحافة الجنوبية الغربية لبلطيقيا متصلة بركيزة أمازونيا القارية في الفترة المتراوحة قبل 1.8 مليار سنة على الأقل وحتى ما لا يقل عن 0.8 مليار سنة، في حين كانت الحافة الجنوبية الشرقية متصلة بالركيزة القارية الإفريقية الغربية. دارت كل من بلطيقيا وأمازونيا وغرب إفريقيا 75 درجة باتجاه عقارب الساعة بالنسبة لقارة لورنشيا حتى اصطدمت بلطيقيا وأمازونيا بقارة لورنشيا خلال حركات غرينفيل-سفيكونورويجي-سونساس البانية للجبال قبل ما يتراوح من 1.1 إلى 0.9 مليار سنة لتشكل قارة رودينيا العظمى. أصبحت بلطيقيا قارةً منعزلةً بعد اكتمال تفكك رودينيا قبل نحو 0.6 مليار سنة - خلال فترة زمنية قدرها 200 مليون سنة عندما كانت بلطيقيا قارةً منفصلةً بحق. شكلت لورنشيا وبلطيقيا قارةً واحدةً قبل 1.265 مليار سنة لتتفكك في وقت ما قبل 0.99 مليار سنة. ظلت لورنشيا وبلطيقيا وأمازونيا مندمجةً بعد انغلاق محيط ميروفوي وحتى انفتاح محيط إيابيتوس خلال حقبة الطلائع الحديثة.

### الحافة الغربية
تتألف منطقة نايس الغربية الواقعة غرب النرويج من صخور نايس التي يتراوح عمرها من 1650 إلى 950 مليون سنة، وتغطيها كتل قارية وبحرية جليبة النشأة نقِلت من لورنشيا إلى بلطيقيا خلال الحركة السكاندية البانية للجبال. تراكمت الكتل جليبة النشأة على قارة بلطيقيا خلال انسداد محيط إيابيتوس قبل نحو 430-410 مليون سنة، ومن ثم انضوت قاعدة بلطيقيا الصخرية والكتل جليبة النشأة على عمق تحولي عالي الضغط قبل نحو 425-400 مليون سنة، وأخيرًا، انكشفت في موقعها الحالي قبل نحو 400-385 مليون سنة. يشير وجود الألماس دقيق الحجم في جزيرتي أوتريا وفلمسيا غربي النرويج إلى تعرض هذه الحافة من قارة بلطيقيا إلى الدفن على عمق نحو 120 كيلومترًا (75 ميلًا) لمدة لا تقل عن 25 مليون سنة بعيد تصادم بلطيقيا-لورنشيا قبل نحو 429 مليون سنة.
تمثل نقطة الالتقاء الثلاثية بلطيقيا-لورنشيا-أفالونيا الواقعة في بحر الشمال الحافة الجنوبية الغربية لقارة بلطيقيا. تعرض خط الالتحام الفاصل ما بين بلطيقا ولورنشيا الممتد نحو جهة الشمال الشرقي من نقطة الالتقاء الثلاثية إلى التشويه من ناحية جبال كاليدونيد الإسكندنافية خلال أواخر العصر الكمبري، وكذلك في الحركة السكاندية البانية للجبال خلال العصر السيلوري. لدى بعض الصفائح الأرضية النرويجية مجموعات حيوانية مختلفة عن تلك الموجودة في بلطيقيا أو لورنشيا. ويرجع السبب في ذلك إلى كونها أقواسًا جزرية نشأت في محيط إيابيتوس، وتراكمت على بلطيقيا في وقت لاحق. ومن المرجح أن ركيزة بلطيقيا القارية تقع تحت هذه الصفائح الأرضية، وأن الحد الفاصل ما بين القارة والمحيط يمر على بعد بضعة كيلومترات من سواحل النرويج. ولكن، من غير المرجح أن الركيزة القارية امتدت وصولًا إلى لورنشيا، وذلك نظرًا لأن المحيط الأطلسي الشمالي كان قد تشكل قبل نحو 54 مليون سنة في نفس مكان انغلاق محيط إيابيتوس. تمتد الحافة الشمالية إلى نوفايا زيمليا حيث اكتشفت مجموعات حيوانية بلطيقية تعود إلى حقبة الحياة القديمة المبكرة، إلا أن قلة البيانات يجعل من الصعب تحديد موقع الحافة ضمن المنطقة القطبية الشمالية. تشير الأدلة الحيوانية العائدة إلى العصر الأوردوفيشي إلى أن معظم جزيرة سفالبارد، بما في ذلك جزيرة الدب، كانت قد شكلت جزءًا من لورنشيا، ولكن يرجح أن أرخبيل فرانتس يوزف وكفيتايا (وهي جزيرة تقع شرقي أرخبيل سفالبارد) كانا قد أصبحا جزءًا من قارة بلطيقيا خلال الحركة التيمانايدية البانية للجبال. وفي المقابل، لم تشكل شبه جزيرة تايميار جزءًا من بلطيقيا على الإطلاق: فقد شكل جنوب تايميار جزءًا من سيبيريا، في حين شكل كل من شمال تايميار وأرخبيل سيفيرينيا زيمليا جزءًا من صفيحة كارا الأرضية المستقلة خلال مستهل حقبة الحياة القديمة.

### الحافة الشرقية
تمتد الحافة الشرقية، المعروفة باسم الحركة الأورالية البانية للجبال، على مسافة 2,500 كيلومتر (1,600 ميل) من أرخبيل نوفايا زيمليا القطبي الشمالي وصولًا إلى بحر آرال. تحتوي هذه الحركة البانية للجبال على سجل لما يقل عن اصطدامين حصلا بين قارة بلطيقيا والأقواس الجزرية ما بين المحيطية قبل وقوع الاصطدام النهائي بين قارة بلطيقيا وكازاخستانيا-سيبيريا خلال تشكل قارة بانجيا. وتراكمت الأقواس الجزرية العائدة للحقبة السيلورية-الديفونية مع بلطيقيا على طول الصدع الأورالي الرئيسي، وشرقي هذا الصدع، يوجد رواسب متحورة من الأقواس البركانية المختلطة مع كميات صغيرة من الصخور القارية العائدة إلى العصر ما قبل الكامبري وعصر الحياة القديمة. ومع ذلك، لم يعثر في جبال الأورال على أي صخور يرجع مصدرها إلى كازاخستانيا أو سيبيريا بما لا يدع مجالًا للشك. تتكون القاعدة الصخرية للحافة الشرقية من ركيزة قارية (كراتون) تعود إلى حقبة الدهر السحيق، وصخور متحورة يرجع عمرها إلى ما لا يقل عن 1.6 مليار سنة، وهي محاطة بحزام طي يعود إلى الحركة التيمانايدية البانية للجبال، وتغطيها رواسب تعود إلى حقبة الطلائع الوسطى. أصبحت هذه الحافة حافة سلبية تقع مقابل المحيط الأورالي خلال العصر الكمبري-الأوردوفيشي.